# Divize E 2021/2022
Divize E 2021/22 byla 31. ročníkem moravskoslezské Divize E, která je jednou ze skupin 4. nejvyšší soutěže ve fotbale v Česku. Tento ročník začal v sobotu 7. srpna 2021 úvodními zápasy předehraného 2. kola a skončil v neděli 19. června 2022 zbývajícím utkáním odloženého 14. kola, v němž domácí Všechovice podlehly Novým Sadům 0:3 (poločas 0:1)

## Formát soutěže
V sezóně se utkalo 14 týmů každý s každým dvoukolovým systémem podzim–jaro.

## Změny proti předchozímu ročníku
- Z MSFL 2020/21 nesestoupila žádná mužstva ani do MSFL 2021/22 žádné nepostoupilo.
- Z předchozího ročníku se nesestupovalo.
- Namísto týmu FC Brumov postoupil z Přeboru Zlínského kraje tým SFK ELKO Holešov.

## Konečná tabulka
| Poř. | Tým                   | Z  | V  | R | P  | VG | OG | B  |
| ---- | --------------------- | -- | -- | - | -- | -- | -- | -- |
| 1.   | SK Hranice            | 26 | 20 | 3 | 3  | 70 | 25 | 63 |
| 2.   | 1. FC Viktorie Přerov | 26 | 17 | 5 | 4  | 75 | 26 | 56 |
| 3.   | FK Kozlovice          | 26 | 15 | 5 | 6  | 56 | 43 | 50 |
| 4.   | FK Nové Sady          | 26 | 13 | 6 | 7  | 58 | 34 | 45 |
| 5.   | FC Vsetín             | 26 | 10 | 8 | 8  | 36 | 40 | 38 |
| 6.   | TJ Skaštice           | 26 | 10 | 7 | 9  | 46 | 49 | 37 |
| 7.   | TJ Valašské Meziříčí  | 26 | 10 | 6 | 10 | 43 | 48 | 36 |
| 8.   | FK Šumperk            | 26 | 11 | 3 | 12 | 41 | 44 | 36 |
| 9.   | FC TVD Slavičín       | 26 | 9  | 6 | 11 | 42 | 53 | 33 |
| 10.  | TJ Slovan Bzenec      | 26 | 8  | 8 | 10 | 36 | 44 | 32 |
| 11.  | TJ Tatran Všechovice  | 26 | 7  | 5 | 14 | 43 | 70 | 26 |
| 12.  | 1. HFK Olomouc        | 26 | 7  | 4 | 15 | 33 | 54 | 25 |
| 13.  | SFK ELKO Holešov (N)  | 26 | 4  | 5 | 17 | 26 | 46 | 17 |
| 14.  | FC Strání             | 26 | 3  | 5 | 18 | 20 | 49 | 14 |

- Z = Odehrané zápasy; V = Vítězství; R = Remízy; P = Prohry; VG = Vstřelené góly; OG = Obdržené góly; B = Body; (S) = Mužstvo sestoupivší z vyšší soutěže; (N) = Mužstvo postoupivší z nižší soutěže (nováček)

|  | Postup do MSFL 2022/23                    |
|  | Sestup do Přeboru Zlínského kraje 2022/23 |
|  | Přechod do Divize F 2022/23               |